# 아미르 호세인 자레
아미르 호세인 자레(페르시아어: امیر حسین زارع,‎ 2001년 1월 16일~)는 이란의 레슬링 선수이다. 2020년 하계 올림픽 남자 자유형 레슬링 슈퍼헤비급에서 동메달을 획득했으며, 세계 선수권 대회에서 금메달 2개를 포함하여 메달 3개를 획득했다.